# Stefan Mandel
Stefan Mandel (Reino de Rumanía, 1934) es un matemático rumano que ganó notoriedad por descubrir una forma práctica de ganar la lotería, ganando el primer premio 14 veces. Como resultado, las organizaciones responsables de desarrollar los juegos han cambiado las leyes de la lotería para evitar el uso de su método.

## El "Método Mandel"
Mandel usó sus habilidades matemáticas para idear una fórmula para romper el sistema. Después de una cuidadosa investigación, el matemático creó un "algoritmo de elección de números" basado en un método que llamó "condensación combinatoria". A través de este algoritmo, Stefan Mandel afirmó ser capaz de predecir 5 de los 6 números de la lotería que jugó, reduciendo el número de combinaciones posibles de millones a miles.
Con este método, logró ganar el primer premio de la lotería rumana, por valor de más de R $ 80 mil.
En ese momento, Rumania vivía bajo el régimen socialista, por lo que con el valor del premio sobornó a funcionarios del Ministerio de Relaciones Exteriores y huyó del país. Al salir del mismo, se instaló en Australia.

### Apuestas en todas las combinaciones posibles
En Australia, notó que en algunas loterías, el número total de combinaciones es significativamente menor que el monto del premio. En otras palabras, bastaría con apostar en todas las combinaciones posibles para ganar el premio máximo, como se muestra a continuación.
1. Identificar una lotería en la que sea necesario acertar 6 números entre 1 y 40. Así, en este juego, el número total de combinaciones posibles es de 3.838.380 posibilidades;
2. Buscar un juego en el que el premio sea al menos tres veces mayor que el número de combinaciones (por ejemplo, US $ 10 millones, considerando el número mencionado anteriormente), para asegurar una buena ganancia;
3. Conseguir dinero para pagar todas las combinaciones con un valor mínimo (si cada juego es de US $ 1,00, en el caso del ejemplo anterior, conseguir US $ 3.838.380,00);
4. Comprar 3.838.380 boletos (1 juego por cada combinación posible);
5. Apueste por todas las combinaciones posibles.

Pero para eso, Stefan se vio obligado a escribir a mano todas las combinaciones posibles, arriesgándose a caer en una enorme deuda por un error. Como resultado, creó un programa de computadora que simplificó todo el proceso.
Con el esquema, logró ganar el premio mayor 13 veces más, además del segundo y tercer premio, ya que hizo apuestas en todas las combinaciones posibles.

### Objetivo de la CIA y el FBI
Una de esas 13 victorias llegó en 1992, en un juego que jugó en Virginia, EE. UU.. Además de ganar el premio mayor, ganó seis segundos premios más, 132 terceros premios y miles de premios más pequeños, recaudando más de $ 30 millones.
Esto provocó que fuera investigado por la CIA y el FBI. Durante más de cuatro años de investigación, las autoridades descubrieron que técnicamente Mandel no había violado ninguna regla.

## Cambio de reglas de apuestas
Después de las victorias de Mandel, las loterías de todo el mundo cambiaron algunas reglas del juego, como no permitir que se llenen los talones fuera de los lugares de apuestas.